# Holalkere
Holalkere là một thị xã panchayat của quận Chitradurga thuộc bang Karnataka, Ấn Độ.

## Địa lý
Holalkere có vị trí 14°02′B 76°11′Đ / 14,03°B 76,18°Đ Nó có độ cao trung bình là 711 mét (2332 feet).

## Nhân khẩu
Theo điều tra dân số năm 2001 của Ấn Độ, Holalkere có dân số 14.571 người. Phái nam chiếm 52% tổng số dân và phái nữ chiếm 48%. Holalkere có tỷ lệ 73% biết đọc biết viết, cao hơn tỷ lệ trung bình toàn quốc là 59,5%: tỷ lệ cho phái nam là 79%, và tỷ lệ cho phái nữ là 66%. Tại Holalkere, 11% dân số nhỏ hơn 6 tuổi.